# Pinewood Derby
Pinewood Derby is de zesde aflevering van het dertiende seizoen van South Park. Hij kwam voor het eerst uit in de Verenigde Staten op 15 april 2009. Net als zijn voorgangers verscheen ook deze aflevering in hd-kwaliteit en een 16:9-ratio.

## Plot
Randy is vastbesloten dat Stan dit jaar de pinewood derby gaat winnen. Hij bedenkt een plan dat Stan gegarandeerd de eerste prijs oplevert. Randy heeft een supergeleidende magneet, welke hij gekleed als Prinses Leia gestolen heeft uit de Large Hadron Collider, in hun autootje gestopt, waardoor deze beter accelereert. Dit is tegen de regels, die voorschrijven dat alleen onderdelen gebruikt mogen worden uit de officiële kit die ze van de scouting gekregen hebben. Tijdens de derby bereikt Stans autootje de warpsnelheid en vliegt het de ruimte in.
Een paar dagen na de derby landt een buitenaards wezen genaamd Baby Fark McGee-zax op Aarde. McGee-zax heeft Stans autootje gevonden en vraagt wie hem gemaakt heeft. Als Randy antwoordt dat hij en Stan verantwoordelijk zijn voor de bouw van het autootje eist McGee-zax, die voortvluchtig blijkt te zijn, dat ze er nog een maken. Randy gaat liever mee in de onmogelijke eis dan dat hij opbiecht een onderdeel van buiten de officiële kit te hebben gebruikt, omdat hij bang is voor schut te staan. Na tijd te hebben gerekt verschijnt de ruimtepolitie, die de aardbewoners vertelt dat McGee-zax een heleboel ruimtegeld heeft gestolen en in zijn schip heeft liggen. De aardbewoners, vertegenwoordigd door Randy, liegen dat ze geen alien gezien hebben, waarop de agenten — hoewel argwanend — weer vertrekken.
Als de ruimtepolitie weer weg is besluit Randy dat Stan McGee-zax moet neersteken. Stan staat erop dat ze in plaats daarvan gewoon bekennen een onderdeel van buiten de kit te hebben gebruikt, maar als Randy hem voor het blok zet steekt hij McGee-zax in de nek, waarop deze overlijdt. In zijn schip blijkt hij inderdaad een berg ruimtegeld te hebben liggen, wat ze verdelen over alle landen. Als de ruimtepolitie weer terugkomt biechten de aardbewoners op dat McGee-zax inderdaad op Aarde was, maar dat ze hem hebben gedood. Op de vraag of ze het gestolen ruimtegeld hebben gevonden liegen ze evenwel dat ze niets gezien hebben. De ruimte-agenten redeneren dat McGee-zax het geld vast op een andere planeet heeft verstopt, maar vlak voor ze vertrekken merken ze op dat ze het opvallend vinden dat het relatief arme Mexico in de afgelopen vier dagen tweeëndertig nieuwe ziekenhuizen en zeven nieuwe waterparken heeft gebouwd. Randy bedenkt snel een excuus, en de agenten vertrekken weer. Stan voelt zich ondertussen erg schuldig over het feit dat hij heeft valsgespeeld met de derby.
Finland wil de ruimtepolitie vertellen over het geld, wat reden is voor de andere landen om Finland met nucleaire raketten op te blazen. Als de ruimtepolitie terugkomt om opheldering te krijgen over de vernietiging van Finland verspreekt Randy zich, en de agenten vertrouwen het helemaal niet meer. Op dat moment bekent Stan dat hij een illegaal onderdeel heeft gebruikt bij de derby en geeft hij zijn beker terug. De agenten vragen of er niets anders is dat ze moeten zeggen, waarop de mensen antwoorden dat er verder niets is. Dan komt McGee-zax uit het politieschip en zegt dat zijn echte naam Kevin is. Kevin is voorzitter van de planetenassociatie en vertelt dat alles in scène gezet is: er is geen Baby Fark McGee-zax en de waarde van het ruimtegeld is niet groter dan de waarde die de aardbewoners er zelf aan gaven. Kevin vertelt de aardbewoners dat ze gezakt zijn voor de "ruimtegeldtest", die moet bepalen of een planeet die warpsnelheid heeft ontdekt kan worden toegelaten tot de planetenassociatie, en laat de Aarde blokkeren door een krachtveld zodat de bewoners nooit meer contact kunnen maken met buitenaards leven.